# Corydalis benecincta
Corydalis benecincta là một loài thực vật có hoa trong họ Anh túc. Loài này được W.W.Sm. mô tả khoa học đầu tiên năm 1916.